# Raquel Muniz

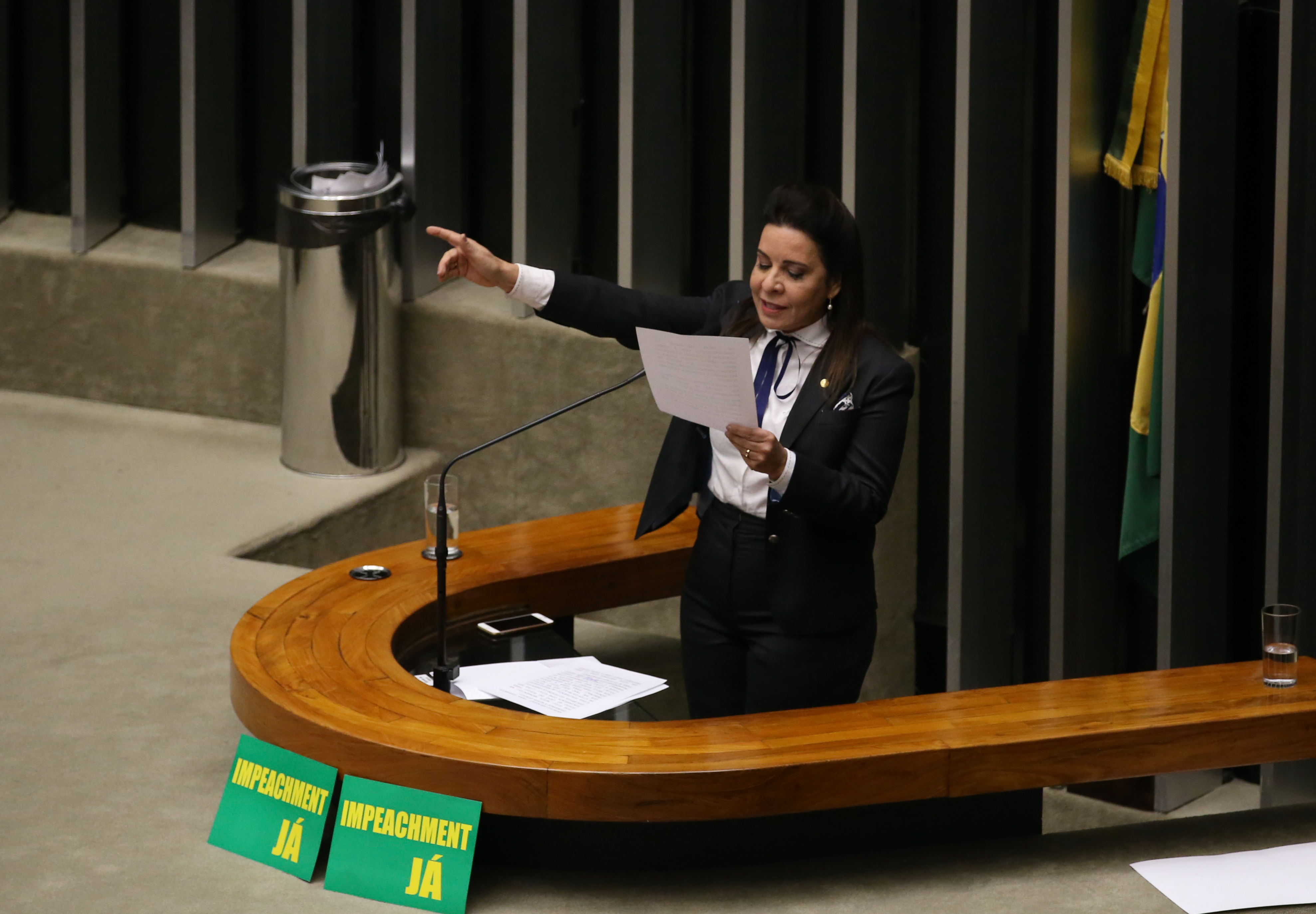
Deputada Raquel Muniz durante sessão de discussão do processo de impeachment de Dilma, no plenário da Câmara

Tânia Raquel de Queiroz Muniz, (Montes Claros, 24 de julho de 1963), é médica geriatra e do trânsito, pedagoga, professora universitária, empresária e   política brasileira, do estado de Minas Gerais. Ex-deputada federal e ex-presidente da comissão de cultura da câmara federal. Atualmente exerce a função de médica e diretora geral da Faculdades Unidas do Norte de Minas (FUNORTE).